# Resa di sputtering
La resa di sputtering (sputtering yield in inglese) è definita come il numero di atomi erosi dal bersaglio per ogni ione incidente.
È una quantità che dipende dai seguenti parametri:
- massa dello ione incidente
- massa degli atomi del bersaglio
- energia di legame interatomico nel solido
- angolo di incidenza
- energia dello ione incidente.

La curva della resa di sputtering in funzione dell'energia dello ione incidente è all'incirca lineare fino a una certa energia, oltre la quale tende a un asintoto orizzontale: a tali energie gli ioni penetrano così in profondità nel bersaglio che l'energia non è più trasmessa agli strati superficiali, ma solo a quelli sottostanti, in modo che gli atomi abbiano probabilità nulle di uscire dal bersaglio. In regimi di energie molto alte si esegue infatti un processo detto impianto ionico.